# Municipio de Big Creek (condado de Madison)
El municipio de Big Creek (en inglés: Big Creek Township) es un municipio ubicado en el condado de Madison en el estado estadounidense de Misuri. En el año 2010 tenía una población de 211 habitantes y una densidad poblacional de 2,02 personas por km².

## Geografía
El municipio de Big Creek se encuentra ubicado en las coordenadas 37°20′41″N 90°15′7″O / 37.34472, -90.25194. Según la Oficina del Censo de los Estados Unidos, el municipio tiene una superficie total de 104.44 km², de la cual 104,09 km² corresponden a tierra firme y (0,34 %) 0,36 km² es agua.

## Demografía
Según el censo de 2010, había 211 personas residiendo en el municipio de Big Creek. La densidad de población era de 2,02 hab./km². De los 211 habitantes, el municipio de Big Creek estaba compuesto por el 97,16 % blancos, el 0,47 % eran asiáticos, el 0,47 % eran de otras razas y el 1,9 % eran de una mezcla de razas. Del total de la población el 3,32 % eran hispanos o latinos de cualquier raza.